# Baldur’s Gate III
Baldur’s Gate III – komputerowa gra fabularna stworzona przez Larian Studios na platformy Microsoft Windows, macOS, PlayStation 5 i Xbox Series X/S. Jest to trzecia część serii Baldur’s Gate, oparta na systemie Dungeons & Dragons. Grę wydano 3 sierpnia 2023 na platformie Microsoft Windows, 6 września 2023 na PlayStation 5, 22 września 2023 na macOS oraz 8 grudnia 2023 na Xbox Series.

## Fabuła
Gra rozpoczyna się na latającym statku, gdzie postać gracza oraz jego kompani zostają zainfekowani kijankami Ilithidów, które zagrażają żywicielowi przemianą w przedstawiciela gatunku łupieżców umysłu. Krótko po tym statek rozbija się, a drużyna bohaterów staje przed zadaniem odnalezienia lekarstwa na pasożytujący na nich organizm. W czasie przygody gracz spotyka postaci, które również są zarażone, lecz są członkami nowo powstałego kultu zwanego Absolutem. Wkrótce okazuje się, że wyznające Absolut gobliny porywają ludzi z regionu Wybrzeża Mieczy i zabierają ich do Wież Wschodzącego Księżyca w celu infekowania ich kijankami. Gracz wyrusza do Wież Wschodzącego Księżyca przez Podmrok lub Górską Przełęcz aby znaleźć sposób na usunięcie pasożyta i dowiedzieć się więcej na temat kultu Absolutu. Na miejscu bohater odkrywa, że Absolut jest w rzeczywistości Mózgiem Nestorem, czyli rodzajem łupieżcy umysłu, który może kontrolować umysły zarażonych istot na całym świecie. Kontrolę nad mózgiem za pośrednictwem swoich czempionów Orin, Ketherica Thorma oraz Envera Gortasha sprawują odpowiednio trzy bóstwa: Bhaal, Myrkul i Bane. Każdy z czempionów dysponuje kamieniem, które razem pozwalają rozkazywać Mózgowi Nestorowi oraz armii kultystów infiltrujących Wrota Baldura i resztę Wybrzeża Mieczy. Po pokonaniu tych przeciwników i zatrzymaniu inwazji łupieżców umysłu na Wrota Baldura, gracz zyskuje władzę nad Mózgiem i może wykorzystać go do zniszczenia najeźdźców lub podbić z jego pomocą świat Faerun.

## Rozgrywka
Baldur’s Gate III jest komputerową grą fabularną z rozgrywką dla jednego gracza i trybem kooperacyjnym dla wielu graczy. Mechanika rozgrywki opiera się na zasadach piątej edycji Dungeons & Dragons. W trybie jednoosobowym można stworzyć jedną lub więcej postaci, by połączyć je z innymi napotkanymi bohaterami w drużynę. Opcjonalnie gracze mogą wziąć jedną ze swoich postaci i połączyć siły z innymi graczami. Tworzenie nowej postaci odbywa się w kreatorze umożliwiającym wybór jednej z 29 ras o charakterystycznych cechach i wyglądzie oraz jednej z 12 klas bohatera, która określi zakres dostępnych dla niej zdolności. Ponadto gracz może dostosować wygląd twarzy postaci według swoich preferencji. Rozgrywka toczy się w czasie rzeczywistym z wyjątkiem walki, która odbywa się w trybie turowym.
Podczas poruszania się postacią po świecie gry, gracz ma możliwość prowadzenia rozmów z postaciami niezależnymi poprzez wybór opcji dialogowych. Efekt niektórych z tych opcji może zmienić bieg fabuły i zależeć od rzutu wirtualną kością oraz cech kontrolowanej postaci.

## Produkcja i marketing
Produkcją oryginalnego, opublikowanego w 1998 roku Baldur’s Gate zajmowały się studia BioWare i Black Isle Studios, a jego wydaniem Interplay Entertainment. Sukces gry przyczynił się do powstania jej kontynuacji zatytułowanej Baldur’s Gate II: Cienie Amn. Black Isle Studios pracowało nad następną częścią serii Baldur’s Gate III: The Black Hound do 2003 roku, lecz z powodu problemów finansowych Interplay anulował produkcję, a później utracił prawa do tworzenia gier D&D. Firma Wizards of the Coast nabyła licencję Dungeons & Dragons w 1997 roku i przez lata rozwijała markę. Wielu producentów, w tym Obsidian Entertainment, próbowało zdobyć prawa do serii. Po sukcesie Divinity: Original Sin Larian Studios próbowało zyskać licencję na Baldur’s Gate, ale Wizards oświadczyło, że szuka kogoś o większym doświadczeniu. Larian kontynuowało więc prace nad Divinity: Original Sin II do 2017 roku. Materiały z gry zrobiły wrażenie na wydawcy, który skontaktował się z Larian, by spytać, czy wciąż są zainteresowani marką Baldur’s Gate. Larian przedstawiło Wizards dokument z planem projektu gry, który został zaaprobowany.
Baldur’s Gate III zostało po raz pierwszy zapowiedziane w 2019 roku na prezentacji Google Stadia poprzedzającej wystawę gier komputerowych Electronic Entertainment Expo. Zaprezentowano pierwszy zwiastun gry oraz poinformowano, że gra jest przeznaczona na komputery osobiste oraz platformę Stadia. 27 lutego 2020 w czasie targów PAX East zaprezentowano rozgrywkę z gry. W sierpniu 2020 zapowiedziano, że produkcja ukaże się 30 września 2020 we wczesnym dostępie. Premierę wczesnej wersji przełożono jednak na 6 października 2020 i tego dnia udostępniono ją graczom. Wskutek zamknięcia usługi chmurowej Stadia 18 stycznia 2023 roku, produkcja wersji na tę platformę została przerwana. 3 sierpnia 2023 produkcja wyszła z fazy wczesnego dostępu i została wydana w wersji na komputery osobiste. 6 września 2023 roku Baldur's Gate III udostępniono na platformie PlayStation 5, a 8 grudnia 2023 roku na konsoli Xbox Series X/S. 22 września 2023 ukazała się wersja na platformie macOS.

## Odbiór
Zdecydowana większość krytyków oceniła Baldur’s Gate III pozytywnie, co uczyniło tę grę jedną z najlepiej ocenianych produkcji w serwisie Metacritic. Recenzenci docenili dzieło Larian Studios za rozbudowany i wielowątkowy scenariusz, sposób oddziaływania decyzji gracza na świat przedstawiony, interaktywność środowiska gry i dobrą implementację zasad Dungeons & Dragons. Chwalono nietuzinkowość i głębię fabularną postaci występujących w grze oraz dobrze napisane dialogi i grę aktorską osób podkładających głos pod wypowiedzi bohaterów. Wysoki stopień złożoności rozgrywki z jednej strony spotkał się z uznaniem, a z drugiej strony z krytyką, ponieważ gra nie tłumaczyła w stopniu wystarczającym swoich mechanik i nie zapewniała dostatecznej liczby samouczków.
Baldur's Gate III zostało uznane grą roku podczas ceremonii The Game Awards 2023.
| Data | Nagroda                              | Kategoria                       | Nagrodzony                            | Rezultat   | Przypis                     |
| ---- | ------------------------------------ | ------------------------------- | ------------------------------------- | ---------- | --------------------------- |
| 2020 | 11th Hollywood Music in Media Awards | oryginalna piosenka – gra wideo | Borislav Slavov (za „Weeping Dawn”)   | nominowany | [ 26 ]                      |
| 2021 | 12th Hollywood Music in Media Awards | oryginalna piosenka – gra wideo | Borislav Slavov (za „I Want To Live”) | nominowany | [ 27 ]                      |
| 2023 | Golden Joystick Awards 2023          | najlepszy storytelling          | Baldur's Gate III                     | wygrana    | [ 28 ] [ 29 ] [ 30 ] [ 31 ] |
| 2023 | Golden Joystick Awards 2023          | najlepsza społeczność           | Baldur's Gate III                     | wygrana    | [ 28 ] [ 29 ] [ 30 ] [ 31 ] |
| 2023 | Golden Joystick Awards 2023          | najlepszy design wizualny       | Baldur's Gate III                     | wygrana    | [ 28 ] [ 29 ] [ 30 ] [ 31 ] |
| 2023 | Golden Joystick Awards 2023          | gra roku na PC                  | Baldur's Gate III                     | wygrana    | [ 28 ] [ 29 ] [ 30 ] [ 31 ] |
| 2023 | Golden Joystick Awards 2023          | gra roku                        | Baldur's Gate III                     | wygrana    | [ 28 ] [ 29 ] [ 30 ] [ 31 ] |
| 2023 | Golden Joystick Awards 2023          | najlepszy aktor drugoplanowy    | Amelia Tyler (narrator)               | nominowany | [ 28 ] [ 29 ] [ 30 ] [ 31 ] |
| 2023 | Golden Joystick Awards 2023          | najlepszy aktor drugoplanowy    | Neil Newbon (Astarion)                | wygrana    | [ 28 ] [ 29 ] [ 30 ] [ 31 ] |
| 2023 | Golden Joystick Awards 2023          | studio roku                     | Larian Studios                        | wygrana    | [ 28 ] [ 29 ] [ 30 ] [ 31 ] |
| 2023 | The Game Awards 2023                 | gra roku                        | Baldur's Gate III                     | wygrana    | [ 25 ] [ 32 ] [ 33 ] [ 34 ] |
| 2023 | The Game Awards 2023                 | najlepsza reżyseria gry         | Baldur's Gate III                     | nominacja  | [ 25 ] [ 32 ] [ 33 ] [ 34 ] |
| 2023 | The Game Awards 2023                 | najlepsza narracja              | Baldur's Gate III                     | nominacja  | [ 25 ] [ 32 ] [ 33 ] [ 34 ] |
| 2023 | The Game Awards 2023                 | najlepsze wsparcie społeczności | Baldur's Gate III                     | wygrana    | [ 25 ] [ 32 ] [ 33 ] [ 34 ] |
| 2023 | The Game Awards 2023                 | najlepsza gra RPG               | Baldur's Gate III                     | wygrana    | [ 25 ] [ 32 ] [ 33 ] [ 34 ] |
| 2023 | The Game Awards 2023                 | najlepsza gra multiplayer       | Baldur's Gate III                     | wygrana    | [ 25 ] [ 32 ] [ 33 ] [ 34 ] |
| 2023 | The Game Awards 2023                 | Player's Voice                  | Baldur's Gate III                     | wygrana    | [ 25 ] [ 32 ] [ 33 ] [ 34 ] |
| 2023 | The Game Awards 2023                 | najlepsza ścieżka dźwiękowa     | Borislav Slavov                       | nominowany | [ 25 ] [ 32 ] [ 33 ] [ 34 ] |
| 2023 | The Game Awards 2023                 | najlepsza gra aktorska          | Neil Newbon                           | wygrana    | [ 25 ] [ 32 ] [ 33 ] [ 34 ] |